# Antoine Batisse
Antoine Batisse (né le 13 janvier 1995) à Versailles (Yvelines) est un footballeur professionnel français, défenseur ou milieu de terrain à l'IMT Novi Beograd.
Il évoluait précédemment aux Chamois niortais et à Boulogne.

## Biographie

### Formation
Antoine Batisse naît à Versailles, en banlieue parisienne, mais grandit dans l'ouest de la France.

### Chamois niortais
Il rejoint le centre de formation des Chamois niortais  en 2009, après avoir joué pour la ville voisine de La Rochelle. Il est formé au club et obtient son premier contrat professionnel au début de la saison 2014-2015.
Batisse fait ses débuts en faveur de Niort lors d'une victoire 2-1 à domicile contre Angers, le 26 septembre 2014, en disputant l'intégralité du match.
Le milieu de terrain est également impliqué dans la course de l'équipe en Coupe de France cette même saison, avec des victoires contre l'US Chauvigny et Les Genêts Anglet.

### Pau FC
Antoine Batisse rejoint son ancien coéquipier Quentin Daubin au Pau FC au début de la saison 2018-2019.
Il s'impose rapidement comme un cadre de l'équipe et contribue à la montée en Ligue 2 du Pau FC.
En 2022, Batisse, désormais capitaine emblématique du Pau FC de depuis sa montée en L2, prolonge son contrat de deux années supplémentaires.
Homme de base de l'équipe de Didier Tholot, Batisse est malheureusement victime d’une rupture ligamentaire à un genou contractée à l'entrainement au début de la saison 2022-2023. Sa saison est interrompue après 4 matches et 360 minutes sur la pelouse.
Batisse effectue son retour le 1er Avril 2023 au Nouste Camp, à l'occasion de la réception du Havre.

## Statistiques
Carrière en club,
| club              | Saison         | Ligue          | Ligue   | Ligue | Coupe   | Coupe | Coupe de la Ligue | Coupe de la Ligue | Total   | Total |
| club              | Saison         | Division       | Matches | Buts  | Matches | Buts  | Matches           | Buts              | Matches | Buts  |
| ----------------- | -------------- | -------------- | ------- | ----- | ------- | ----- | ----------------- | ----------------- | ------- | ----- |
| Chamois Niortais  | 2014-2015      | Ligue 2        | 7       | 0     | 3       | 0     | 0                 | 0                 | 10      | 0     |
| Chamois Niortais  | 2015-2016      | Ligue 2        | 12      | 0     | 3       | 1     | 0                 | 0                 | 15      | 1     |
| Chamois Niortais  | 2016-17        | Ligue 2        | 2       | 0     | 0       | 0     | 1                 | 0                 | 3       | 0     |
| Chamois Niortais  | 2017-2018      | Ligue 2        | 15      | 0     | 3       | 0     | 0                 | 0                 | 18      | 0     |
| Chamois Niortais  | Total          | Total          | 36      | 0     | 9       | 1     | 1                 | 0                 | 46      | 1     |
| Boulogne (prêt)   | 2016-17        | National       | 5       | 0     | 2       | 0     | 0                 | 0                 | 7       | 0     |
| Boulogne (prêt)   | Total          | Total          | 5       | 0     | 2       | 0     | 0                 | 0                 | 7       | 0     |
| Pau Football Club | 2018-2019      | National       | 34      | 1     | 1       | 0     | 0                 | 0                 | 35      | 1     |
| Pau Football Club | 2019-2020      | National       | 20      | 2     | 1       | 0     | 0                 | 0                 | 21      | 2     |
| Pau Football Club | 2020-2021      | Ligue 2        | 35      | 3     | 1       | 0     | 0                 | 0                 | 36      | 3     |
| Pau Football Club | 2021-2022      | Ligue 2        | 33      | 1     | 1       | 0     | 0                 | 0                 | 5       | 0     |
| Pau Football Club | 2022-2023      | Ligue 2        | 4       | 0     | 0       | 0     | 0                 | 0                 | 0       | 0     |
| Pau Football Club | Total          | Total          | 126     | 7     | 4       | 0     | 0                 | 0                 | 97      | 6     |
| Total carrière    | Total carrière | Total carrière | 167     | 7     | 15      | 1     | 1                 | 0                 | 150     | 7     |